# Сухомлинов, Рудольф Олегович
Рудо́льф Оле́гович Сухомли́нов (укр. Рудольф Олегович Сухомлинов; род. 11 марта 1993, Киев) — украинский футболист, защитник.

## Игровая карьера
Родился 11 марта 1993 года в Киеве. Его отец, Олег Сухомлинов, и дядя, Владислав Сухомлинов, были профессиональными футболистами. В 6-летнем возрасте отец привёл Рудольфа в детскую школу «Динамо». Первыми тренерами стали Виталий Хмельницкий и Юрий Ястребинский. Также учился под руководством Евгения Рудакова. В чемпионате ДЮФЛУ провёл 69 матчей и забил 7 голов.
После окончания динамовской академии был заявлен за «Динамо-2», выступавшее в Первой лиге. За два с половиной сезона во второй команде сыграл в 25 матчах. Во время зимнего перерыва сезона 2012/13 был переведён в молодёжную команду «Динамо», которую возглавлял Александр Хацкевич. Там до конца сезона принял участие в четырёх поединках, выиграв серебряные награды молодёжного первенства. Летом 2013 года вместе с Александром Хацкевичем вернулся в «Динамо-2», однако в новом сезоне не имел много игровой практики, проведя всего два матча, поэтому в конце августа клуб предоставил футболисту статус свободного агента.
29 августа 2013 года подписал контракт с «Николаевом», выступавшим в Первой лиге, но 27 октября покинул клуб из-за недостаточной игровой практики. После расторжения контракта остался на полгода без футбола, поскольку в чемпионате Украины футболист не имеет права в одном сезоне играть за три команды. За это время побывал на просмотре в Белоруссии и в бельгийском клубе «Руселаре».
Летом получил приглашение от «Десны» и после прохождения сборов в августе 2014 года подписал контракт с командой Александра Рябоконя. 12 января 2016 года стало известно, что Сухомлинов покинул черниговский клуб, а 17 января было сообщено, что он будет играть за рижский «Сконто». В марте покинул «Сконто» в связи с тем, что клуб не получил лицензию на участие в Высшем дивизионе чемпионата Латвии. Вернулся в «Десну», с которой подписал контракт на 1,5 года. В конце августа 2016 года на условиях аренды стал игроком грузинского клуба «Зугдиди». После завершения срока аренды вернулся в «Десну».
26 февраля 2017 года дебютировал за «Самтредиа» в матче за Суперкубок Грузии против «Торпедо» из Кутаиси. Матч закончился 2:1 в пользу «Самтредиа». Вышел на замену на 75-й минуте, таким образом завоевав трофей.
23 декабря 2017 года перешёл в луцкую «Волынь».
3 апреля 2019 года перешёл в украинский клуб «Полесье»
1 августа 2019 года перешёл в грузинский клуб «Шевардени-1906»
В сентябре 2020 года подписал контракт с тернопольской «Нивой», однако провёл за команду всего одну игру (в Кубке Украины, против «Эпицентра») и уже спустя месяц покинул клуб.

## Карьера в сборной
С 2008 по 2011 год выступал за юношеские сборные Украины разных возрастов, был капитаном сборной Украины (до 17 лет).

## Достижения
«Динамо Киев»
- Серебряный призёр Молодёжного чемпионата Украины по футболу: 2012/13

«Самтредиа»
- Обладатель Суперкубка Грузии: 2017